# Osvaldo Biolchi
Osvaldo Aniceto Biolchi (Encantado, 16 de dezembro de 1934 – Carazinho, dezembro de 2012) foi um advogado e político brasileiro. Bacharel em direito pela Universidade de Passo Fundo, em 1977.

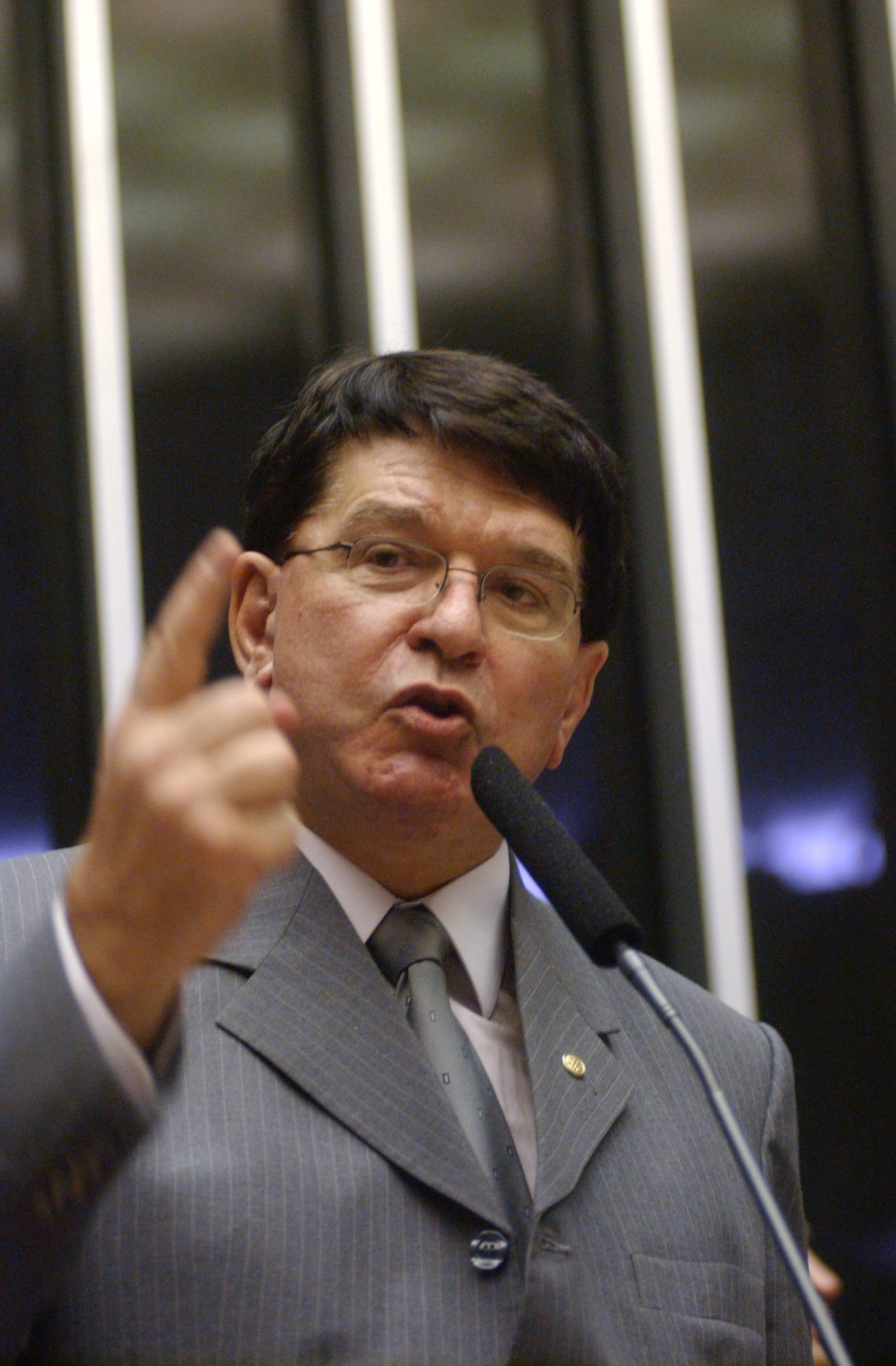

Filho de João Biolchi e de Ida Berté Biolchi, natural de Encantado, RS. Casou com Vera Lúcia Della Valle Biolchi, com quem teve três filhos, Juliana Della Valle Biolchi, Márcio Della Valle Biolchi e Clarissa Della Valle Biolchi. Foi sacerdote católico, professor universitário, na Universidade de Passo Fundo, advogado e parlamentar.
Reconhecido advogado especialista em crise de empresas, iniciou seu trabalho na área em 1970, tendo militado nos Estados do RS, SC, PR, SP, MS e MT, à frente da empresa Biolchi Advogados S/C, da qual se licenciou para assumir o mandado parlamentar, em 1996.
Foi eleito deputado federal pelo Rio Grande do Sul na 50.ª legislatura (1995 – 1999), na 51 legislatura (1999-2003) e na 52 (2003-2007). Como suplente, assumiu, ainda, o mandato na 53 legislatura (2007-2011).
Destacou-se como Relator do PL 4376/1993, que após aprovação do Congresso Nacional, converteu-se na Lei 11.101/2005, a Lei de Recuperação de Empresas e Falências.
Marcou seus mandatos dando ênfase para temas como educação, saúde e desenvolvimento empresarial, entre outros. Liderou movimentos comunitários em prol da instalação de uma instituição de ensino superior na região noroeste do Estado e outra na região da Serra Gaúcha.
Concursado pela Universidade de Passo Fundo, instituição da qual se licenciou para assumir os mandatos parlamentares e da qual foi jubilado ao completar 70 anos. 
Produziu alguns textos acadêmicos, com destaque para a obra Comentários à Lei de Recuperação de Empresas e Falências.
1. ↑  Guaíba, Wagner Machado / Rádio. «Morre em Carazinho o ex-deputado federal Osvaldo Biolchi». Correio do Povo. Consultado em 24 de janeiro de 2021
2. ↑  Biografia na página do Centro de Pesquisa e Documentação de História Contemporânea do Brasil (CPDOC)
3. ↑  «A Nova Lei de Falências - Migalhas». migalhas.uol.com.br. 1 de janeiro de 2001. Consultado em 24 de janeiro de 2021
4. ↑  «Osvaldo Biolchi: educação precisa de recursos - TV Câmara». Portal da Câmara dos Deputados. Consultado em 24 de janeiro de 2021
5. ↑  «Comentários À Lei de Recuperação de Empresas e Falência - 6ª Ed. 2016 - Saraiva». www.saraiva.com.br. Consultado em 24 de janeiro de 2021